# Modena Football Club 2005-2006
Questa pagina raccoglie le informazioni relative alle competizioni ufficiali disputate dal Modena Football Club nella stagione 2005-2006.

## Stagione
Nella stagione 2005-2006 il Modena disputa il campionato cadetto, raccoglie 67 punti con il quinto posto, piazzamento che permette ai canarini di disputare i Play-off, giocando la doppia semifinale con il Mantova, chiusa con due pareggi che promuovono i virgiliani alla finale, contro il Torino. Salgono Atalanta e Catania dirette, mentre il Torino vince i Play-off. Il Modena allenato da Stefano Pioli ha espresso il capocannoniere del torneo cadetto, Cristian Bucchi arrivato dall'Ascoli, autore di 29 reti, più una nello spareggio con il Mantova, 12 quelle realizzate su calci di rigore. Al termine del girone di andata il Modena con 32 punti era piazzato a metà classifica, c'è stato tra fine gennaio ed i primi di febbraio anche un avvicendamento con Maurizio Viscidi, interregno durato solo tre partite con tre sconfitte. Poi nel girone di ritorno i gialloblù hanno recuperato alcune posizioni, riuscendo a centrare la qualificazione ai Play-off, pur non riuscendo a piegare il neopromosso Mantova, rivelazione del torneo. In Coppa Italia che è tornata ad eliminazione diretta in gara unica, il Modena esce subito perdendo (3-2) a Cittadella, dopo essere stata a lungo con il doppio vantaggio.

## Rosa
| N. |                                 | Ruolo | Calciatore          |
| -- | ------------------------------- | ----- | ------------------- |
| 1  | Italia (bandiera)               | P     | Antonio Narciso     |
| 2  | Italia (bandiera)               | D     | Paolo Ricchi        |
| 3  | Italia (bandiera)               | D     | Armando Perna       |
| 4  | Italia (bandiera)               | D     | Stefano Argilli     |
| 4  | Italia (bandiera)               | D     | Giovanni Morselli   |
| 5  | Italia (bandiera)               | D     | Mauro Mayer         |
| 5  | Italia (bandiera)               | A     | Federico Giampaolo  |
| 6  | Italia (bandiera)               | D     | Luca Ungari         |
| 6  | Italia (bandiera)               | D     | Riccardo Bolzan     |
| 7  | Bosnia ed Erzegovina (bandiera) | D     | Vedin Musić         |
| 7  | Italia (bandiera)               | C     | Massimiliano Fusani |
| 7  | Italia (bandiera)               | C     | Riccardo Nardini    |
| 8  | Italia (bandiera)               | C     | Flavio Giampieretti |
| 9  | Italia (bandiera)               | A     | Roberto Colacone    |
| 10 | Italia (bandiera)               | C     | Ivan Tisci          |
| 11 | Italia (bandiera)               | C     | Roberto Chiappara   |
| 14 | Ghana (bandiera)                | A     | Asamoah Gyan        |
| 15 | Italia (bandiera)               | A     | Marco Bellesia      |

| N. |                     | Ruolo | Calciatore         |
| -- | ------------------- | ----- | ------------------ |
| 16 | Italia (bandiera)   | C     | Daniele Amerini    |
| 17 | Italia (bandiera)   | A     | Francesco Stanco   |
| 18 | Italia (bandiera)   | C     | Michele Troiano    |
| 19 | Italia (bandiera)   | C     | Marco Nicoletti    |
| 20 | Italia (bandiera)   | A     | Mattia Graffiedi   |
| 21 | Francia (bandiera)  | D     | Nicolas Frey       |
| 22 | Germania (bandiera) | D     | Giuseppe Gemiti    |
| 23 | Italia (bandiera)   | D     | Juri Tamburini     |
| 24 | Italia (bandiera)   | C     | Matteo Provvedi    |
| 25 | Italia (bandiera)   | C     | Nicola Campedelli  |
| 26 | Italia (bandiera)   | D     | Tommaso Chiecchi   |
| 27 | Italia (bandiera)   | D     | Matteo Pivotto     |
| 29 | Italia (bandiera)   | A     | Cristian Bucchi    |
| 30 | Italia (bandiera)   | D     | Matteo Centurioni  |
| 78 | Italia (bandiera)   | P     | Giorgio Frezzolini |
| 87 | Italia (bandiera)   | P     | Jacopo Vergari     |
| 88 | Italia (bandiera)   | A     | Andrea Fabbrini    |
| 90 | Italia (bandiera)   | P     | Edoardo Rolli      |

## Risultati

### Campionato

#### Girone di andata
| [[Modena]] 27 agosto 2005, ore 18:30 1ª giornata | Modena             | 0 – 0 | Mantova | Stadio Alberto Braglia\| Arbitro: \| Pantana (Macerata) \| |
| Arbitro:                                         | Pantana (Macerata) |       |         |                                                            |

| Arbitro: | Lops (Torino) |

|           |           |                   |
| Motta 73’ | Marcatori | 90’ (rig.) Bucchi |

| Arbitro: | Bergonzi (Genova) |

|            |           |  |
| Bucchi 90’ | Marcatori |  |

| Arbitro: | De Santis (Roma) |

|                |           |                                |
| Bellucci 90+2’ | Marcatori | 39’ (rig.) Bucchi 57’ Colacone |

| Arbitro: | Squillace (Catanzaro) |

|                                  |           |  |
| Bucchi 61’ (rig.) Campedelli 86’ | Marcatori |  |

| Bergamo 20 settembre 2005, ore 20:30 6ª giornata | AlbinoLeffe          | 0 – 0 | Modena | Stadio Atleti Azzurri d'Italia\| Arbitro: \| Gabriele (Frosinone) \| |
| Arbitro:                                         | Gabriele (Frosinone) |       |        |                                                                      |

| Arbitro: | Giannoccaro (Lecce) |

|                 |           |  |
| Bucchi 53’, 59’ | Marcatori |  |

| Arbitro: | Stefanini (Prato) |

|                    |           |            |
| Jimenez 11’ (rig.) | Marcatori | 3’ Argilli |

| Arbitro: | Banti (Livorno) |

|            |           |  |
| Bucchi 40’ | Marcatori |  |

| Arbitro: | Morganti (Ascoli Piceno) |

|                               |           |             |
| Godeas 48’ (rig.), 56’ (rig.) | Marcatori | 28’ Asamoah |

| Arbitro: | Bergonzi (Genova) |

|            |           |              |
| Bucchi 32’ | Marcatori | 24’ Adailton |

| Arbitro: | Romeo (Verona) |

|                               |           |  |
| Bucchi 33’ Asamoah 80’, 90+2’ | Marcatori |  |

| Arbitro: | Marelli (Como) |

|                           |           |                          |
| Bruno 6’ Stankevicius 68’ | Marcatori | 74’ Bucchi 78’ Giampaolo |

| Modena 7 novembre 2005, ore 20:45 14ª giornata | Modena         | 0 – 0 | Vicenza | Stadio Alberto Braglia\| Arbitro: \| Palanca (Roma) \| |
| Arbitro:                                       | Palanca (Roma) |       |         |                                                        |

| Arbitro: | Ayroldi (Molfetta) |

|                          |           |                   |
| Stellone 36’ Fantini 69’ | Marcatori | 82’ (rig.) Bucchi |

| Arbitro: | Messina (Bergamo) |

|                 |           |            |
| Carrozzieri 56’ | Marcatori | 29’ Bucchi |

| Arbitro: | Saccani (Mantova) |

|                               |           |                           |
| Bucchi 50’ (rig.), 68’ (rig.) | Marcatori | 18’ Salvetti 51’ Bernacci |

| Arbitro: | Banti (Livorno) |

|                                    |           |                  |
| César 9’ Silvestri 20’ Mascara 57’ | Marcatori | 35’, 77’ Asamoah |

| Arbitro: | P.S. Mazzoleni (Bergamo) |

|                                          |           |               |
| Tisci 7’ Bucchi 38’, 90+1’ Graffiedi 88’ | Marcatori | 55’ Santoruvo |

| Piacenza 17 dicembre 2005, ore 16:00 20ª giornata | Piacenza          | 0 – 0 | Modena | Stadio Leonardo Garilli\| Arbitro: \| Stefanini (Prato) \| |
| Arbitro:                                          | Stefanini (Prato) |       |        |                                                            |

| Arbitro: | Rocchi (Firenze) |

|                             |           |                           |
| Tisci 19’ Bucchi 70’ (rig.) | Marcatori | 5’ D'Agostino 64’ Ventola |

#### Girone di ritorno
| Arbitro: | Messina (Bergamo) |

|                     |           |  |
| Tarana 1’ Poggi 51’ | Marcatori |  |

| Arbitro: | De Marco (Chiavari) |

|                          |           |                               |
| Bucchi 12’ Graffiedi 64’ | Marcatori | 29’ Valiani 90+3’ Moscardelli |

| Arbitro: | P.S. Mazzoleni (Bergamo) |

|                  |           |  |
| Juric 60’ (rig.) | Marcatori |  |

| Modena 21 gennaio 2006, ore 16:00 25ª giornata | Modena               | 0 – 0 | Bologna | Stadio Alberto Braglia\| Arbitro: \| Farina (Novi Ligure) \| |
| Arbitro:                                       | Farina (Novi Ligure) |       |         |                                                              |

| Arbitro: | Rocchi (Firenze) |

|                                                                |           |                                         |
| Biancolino 37’ (rig.), 60’, 61’ Millesi 86’ Danilevicius 90+4’ | Marcatori | 25’ (rig.), 32’, 56’ Bucchi 79’ Pivotto |

| Arbitro: | Preschern (Mestre) |

|                |           |                                   |
| Campedelli 82’ | Marcatori | 86’ (aut.) Tamburini 90+1’ Poloni |

| Arbitro: | Ciampi (Roma) |

|                |           |  |
| Gautieri 90+3’ | Marcatori |  |

| Arbitro: | Gava (Conegliano) |

|                                   |           |  |
| Graffiedi 21’ Bucchi 90+1’ (rig.) | Marcatori |  |

| Arbitro: | Girardi (San Donà di Piave) |

|                   |           |  |
| Corona 56’ (rig.) | Marcatori |  |

| Arbitro: | Squillace (Catanzaro) |

|                        |           |  |
| Amerini 34’ Bucchi 80’ | Marcatori |  |

| Arbitro: | Lops (Torino) |

|              |           |               |
| Adailton 13’ | Marcatori | 87’ Chiappara |

| Arbitro: | P.S. Mazzoleni (Bergamo) |

|  |           |               |
|  | Marcatori | 37’ Graffiedi |

| Arbitro: | Rocchi (Firenze) |

|                  |           |           |
| Asamoah 46’, 83’ | Marcatori | 45’ Bruno |

| Arbitro: | Gava (Conegliano) |

|  |           |                               |
|  | Marcatori | 12’ Graffiedi 30’, 75’ Bucchi |

| Arbitro: | Messina (Bergamo) |

|                             |           |                |
| Graffiedi 15’ Asamoah 90+1’ | Marcatori | 85’ Abbruscato |

| Modena 23 aprile 2006, ore 15:00 37ª giornata | Modena        | 0 – 0 | Arezzo | Stadio Alberto Braglia\| Arbitro: \| Ciampi (Roma) \| |
| Arbitro:                                      | Ciampi (Roma) |       |        |                                                       |

| Arbitro: | Rocchi (Firenze) |

|                                      |           |                                                           |
| Perna 45’ (aut.) Salvetti 49’ (rig.) | Marcatori | 5’ Mengoni 51’ (rig.) Bucchi 74’ Tamburini 76’ Campedelli |

| Arbitro: | Morganti (Ascoli Piceno) |

|                    |           |               |
| Tamburini 83’, 86’ | Marcatori | 45+2’ Spinesi |

| Arbitro: | Farina (Novi Ligure) |

|                        |           |                         |
| Carrus 32’ Goretti 48’ | Marcatori | 34’ Bucchi 37’ Colacone |

| Arbitro: | De Marco (Chiavari) |

|            |           |  |
| Bucchi 10’ | Marcatori |  |

| Arbitro: | Bergonzi (Genova) |

|  |           |                   |
|  | Marcatori | 85’ (rig.) Bucchi |

### Play-off
| Modena 1 giugno 2006, ore 21:00 Semifinale - andata | Modena        | 0 – 0 | Mantova | Stadio Alberto Braglia\| Arbitro: \| Pieri (Lucca) \| |
| Arbitro:                                            | Pieri (Lucca) |       |         |                                                       |

| Arbitro: | Rizzoli (Bologna) |

|               |           |            |
| Gasparetto 5’ | Marcatori | 88’ Bucchi |

### Coppa Italia
| Arbitro: | Saccani (Mantova) |

|                            |           |                     |
| Amore 61’ 65’, 81’ Colussi | Marcatori | 8’ Gemiti 53’ Tisci |